# Higehiro
Higehiro, abbreviazione per Higehiro: After Being Rejected, I Shaved and Took in a High School Runaway (ひげを剃る。そして女子高生を拾う。?, Hige o soru. Soshite joshi kōsei o hirou.), è una serie di light novel nipponica appartenente al genere della commedia romantica, scritta da Shimesaba e illustrata da booota. È stata serializzata online da marzo 2017 ad agosto 2018 sul sito per la pubblicazione di romanzi generati dagli utenti di Kadokawa, Kakuyomu. In seguito è stata pubblicata da Kadokawa Shoten in 5 volumi da febbraio 2018 sotto l'etichetta Kadokawa Sneaker Bunko. La serie si è conclusa con la pubblicazione del quinto volume, uscito il 1º giugno 2021. Un adattamento manga disegnato da Imaru Adachi è stato serializzato sulla rivista per manga shōnen Monthly Shōnen Ace di Kadokawa Shoten da novembre 2018 a gennaio 2025 e i suoi capitoli sono stati raccolti in tredici volumi tankōbon. Una serie televisiva anime prodotta da Project No.9 è stata trasmessa da aprile a giugno 2021.

## Personaggi
Yoshida (吉田?)
Doppiato da: Kazuyuki Okitsu
È un impiegato ventiseienne che ha vissuto da solo per gran parte della sua vita, crescendo quindi come una persona parecchio indipendente. È un eccezionale e affidabile dipendente che si è sempre dedicato al suo lavoro; ha fatto spesso gli straordinari e aiuta anche ad alleggerire il carico di lavoro dei suoi colleghi. All'inizio della narrazione, viene rifiutato da una delle sue colleghe e mentre fa ritorno a casa dopo essersi ubriacato per dimenticare la vicenda, incontra un'adolescente sotto un lampione che cerca di farsi ospitare a casa sua.
Sayu Ogiwara (荻原 沙優?, Ogiwara Sayu)
Doppiata da: Kana Ichinose
È una ragazza fuggita via da casa sua ad Asahikawa, situata nell'Hokkaido, e sopravvissuta per qualche mese seducendo vari uomini per spingerli ad ospitarla, sino ad incontrare Yoshida sotto un lampione. L'impiegato accetta di ospitarla per una notte da lui, rifiutando categoricamente le condizioni poste da Sayu, che si ritrova a vivere in seguito nell'appartamento dell'impiegato per il tempo necessario, a suo dire, occupandosi in cambio delle facende domestiche.
Airi Gotō (後藤 愛依梨?, Gotō Airi)
Doppiata da: Hisako Kanemoto
È il capo dell'azienda IT presso la quale lavora Yoshida, nonché suo primario interesse sentimentale. È una donna bella e matura, di carnagione chiara e dai capelli marroni e setosi, che tiene legati o intrecciati sulla destra. Hai gli occhi marroni ricchi, un marchio di bellezza sotto l'occhio sinistro e un seno molto prominente.
Yuzuha Mishima (三島 柚葉?, Mishima Yuzuha)
Doppiata da: Kaori Ishihara
È una collega di lavoro di Yoshida, segretamente innamorata di lui. In genere ha una personalità rilassata e rimane calma e impassibile anche se le scadenze e le attività lavorative si accumulano. Sebbene sia altamente capace di svolgere il proprio lavoro in modo efficiente, non vuole sforzarsi troppo poiché ritiene che il superlavoro possa portare in poco tempo alla morte. Cerca invece di sfruttare a proprio vantaggio qualsiasi favoritismo mostrato dai propri superiori.
Hashimoto (橋本?)
Doppiato da: Yūsuke Kobayashi
Amico e collega di lavoro di Yoshida.
Asami Yūki (結城 あさみ?, Yūki Asami)
Doppiata da: Natsumi Kawaida
È una gal liceale e migliore amica di Sayu Ogiwara, con la quale condivide il posto di lavoro part-time presso un minimarket a Tokyo.

## Media

### Light novel
La serie, scritta da Shimesaba e illustrata da booota, è stata serializzata online tra marzo 2017 e agosto 201 sul sito di pubblicazione di romanzi generato dagli utenti Kakuyomu di Kadokawa. Successivamente la serie di romanzi è stata raccolta da Kadokawa Shoten in 5 volumi pubblicati tra il 1º febbraio 2018 e il 1º giugno 2021 sotto l'etichetta Kadokawa Sneaker Bunko. Una raccolta di storie secondarie, Hige o soru. Soshite joshi kōsei o hirou. Each Stories (ひげを剃る。そして女子高生を拾う。 Each Stories?), è uscita il 26 dicembre 2020. Tre volumi di storie parallele, Hige o soru. Soshite joshi kōsei o hirou. Another side story (ひげを剃る。そして女子高生を拾う。 Another side story?), sono usciti rispettivamente il 1º dicembre 2021 e il 1º settembre 2023.
| Nº     | Data di prima pubblicazione | Data di prima pubblicazione | Data di prima pubblicazione |
| Nº     | Giapponese                  | Giapponese                  |                             |
| ------ | --------------------------- | --------------------------- | --------------------------- |
| 1      | 1º febbraio 2018            | ISBN 978-4-04-106475-7      |                             |
| 2      | 1º giugno 2018              | ISBN 978-4-04-107084-0      |                             |
| 3      | 1º gennaio 2019             | ISBN 978-4-04-107085-7      |                             |
| 4      | 1º agosto 2020              | ISBN 978-4-04-108260-7      |                             |
| Each   | 26 dicembre 2020            | ISBN 978-4-04-108261-4      |                             |
| 5      | 1º giugno 2021              | ISBN 978-4-04-108262-1      |                             |
| Side 1 | 1º dicembre 2021            | ISBN 978-4-04-111763-7      |                             |
| Side 2 | 28 aprile 2022              | ISBN 978-4-04-111764-4      |                             |
| Side 3 | 1º settembre 2023           | ISBN 978-4-04-112787-2      |                             |

### Manga
Un adattamento manga disegnato da Imaru Adachi è stato serializzato dal 26 novembre 2018 al 24 gennaio 2025 sulla rivista Monthly Shōnen Ace edita da Kadokawa Shoten. I capitoli sono stati raccolti in volumi tankōbon a partire dal 25 maggio 2019; al 24 marzo 2025 i volumi totali ammontano a 13. Nel marzo 2021, One Peace Books annuncia l'acquisizione dei diritti per la pubblicazione del manga in inglese, con l'uscita del primo volume avvenuta ad ottobre 2021.
| Nº | Data di prima pubblicazione | Data di prima pubblicazione | Data di prima pubblicazione |
| Nº | Giapponese                  | Giapponese                  |                             |
| -- | --------------------------- | --------------------------- | --------------------------- |
| 1  | 25 maggio 2019              | ISBN 978-4-04-108351-2      |                             |
| 2  | 26 ottobre 2019             | ISBN 978-4-04-108857-9      |                             |
| 3  | 26 maggio 2020              | ISBN 978-4-04-109452-5      |                             |
| 4  | 25 novembre 2020            | ISBN 978-4-04-109453-2      |                             |
| 5  | 26 marzo 2021               | ISBN 978-4-04-111204-5      |                             |
| 6  | 26 agosto 2021              | ISBN 978-4-04-111707-1      |                             |
| 7  | 25 febbraio 2022            | ISBN 978-4-04-111708-8      |                             |
| 8  | 26 luglio 2022              | ISBN 978-4-04-112721-6      |                             |
| 9  | 26 dicembre 2022            | ISBN 978-4-04-113268-5      |                             |
| 10 | 26 giugno 2023              | ISBN 978-4-04-113828-1      |                             |
| 11 | 26 febbraio 2024            | ISBN 978-4-04-114553-1      |                             |
| 12 | 25 ottobre 2024             | ISBN 978-4-04-115179-2      |                             |
| 13 | 24 marzo 2025               | ISBN 978-4-04-115821-0      |                             |

Un manga dal titolo Hige o soru. Soshite joshi kōsei o hirou. Each Stories e disegnato da Hitomi Baramatsu, viene serializzato dal 5 marzo 2021 sulla rivista Shōnen Ace Plus di Kadokawa Shoten. La serie adatta alcune storie secondarie originariamente presenti nell'omonimo volume della light novel. I capitoli vengono raccolti in volumi tankōbon a partire dal 26 agosto 2021; al 26 luglio 2022 i volumi totali ammontano a 2.
| Nº | Data di prima pubblicazione | Data di prima pubblicazione | Data di prima pubblicazione |
| Nº | Giapponese                  | Giapponese                  |                             |
| -- | --------------------------- | --------------------------- | --------------------------- |
| 1  | 26 agosto 2021              | ISBN 978-4-04-111709-5      |                             |
| 2  | 26 luglio 2022              | ISBN 978-4-04-112721-6      |                             |

### Anime
Il 26 dicembre 2019 Kadokawa Sneaker Bunko rese noto che sarebbe stato realizzato un adattamento ad anime. L'adattamento si rivelò in seguito essere una serie televisiva da 13 episodi prodotta da Dream Shift, animata presso lo studio d'animazione Project No.9 e diretta da Manabu Kamikita, con Deko Akao a gestire la composizione serie e Takayuki Noguchi a curare il design dei personaggi. Tomoki Kikuya ha invece composto le musiche. La serie è andata in onda dal 5 aprile al 28 giugno 2021 su AT-X, Tokyo MX e BS11. Muse Communication ha licenziato la serie per l'Asia meridionale e sudorientale, mentre Crunchyroll l'ha resa disponibile per il resto del mondo. Dialogue+ ha interpretato la sigla di apertura "Omoide Shiritori", mentre Kaori Ishihara ha cantato quella di chiusura "Plastic Smile".
| Nº | Titolo italiano (edizione Crunchyroll) Giapponese 「Kanji」 - Rōmaji                 | In onda        | In onda |
| Nº | Titolo italiano (edizione Crunchyroll) Giapponese 「Kanji」 - Rōmaji                 | Giapponese     |         |
| 1  | La liceale sotto al lampione 「電柱の下の女子高生」 - Denchū no shita no joshi kōsei | 5 aprile 2021  |         |
| 2  | Il cellulare 「携帯」 - Keitai                                                       | 12 aprile 2021 |         |
| 3  | Vivere insieme 「共同生活」 - Kyōdō seikatsu                                         | 19 aprile 2021 |         |
| 4  | Il lavoro part-time 「バイト」 - Baito                                               | 26 aprile 2021 |         |
| 5  | Realtà 「現実」 - Genjitsu                                                           | 3 maggio 2021  |         |
| 6  | Cielo stellato 「星空」 - Hoshizora                                                  | 10 maggio 2021 |         |
| 7  | Desiderio 「恋慕」 - Renbo                                                           | 17 maggio 2021 |         |
| 8  | Il festival estivo 「夏祭り」 - Natsumatsuri                                         | 24 maggio 2021 |         |
| 9  | Passato 「過去」 - Kako                                                              | 31 maggio 2021 |         |
| 10 | Prova 「証明」 - Shōmei                                                              | 7 giugno 2021  |         |
| 11 | Determinazione 「覚悟」 - Kakugo                                                     | 14 giugno 2021 |         |
| 12 | Madre 「母親」 - Hahaoya                                                             | 21 giugno 2021 |         |
| 13 | Futuro 「未来」 - Mirai                                                              | 28 giugno 2021 |         |

## Accoglienza
I romanzi di Higehiro hanno raggiunto un totale di 400 000 copie in circolazione, includendo la versione digitale. La serie è apparsa al quarto posto nella versione bunkobon dell'edizione annuale della guida alle light novel Kono light novel ga sugoi! di Takarajimasha nel 2019.